# 귀로 (2023년 드라마)
《귀로 : 너에게 돌아가는 길》(归路)은 2023년 방송되었던 중국의 드라마이다.

## 줄거리
- 학창 시절, 루옌천과 구이샤오는 서로의 첫사랑이었지만, 루옌천이 타향으로 떠나 경찰학교에 들어가고, 구이샤오의 가정에는 변고가 생기면서 두 사람의 사랑은 이루어지지 못했다. 8년 만에 재회한 두 사람은 루옌천의 "네가 재가 되어도 기억한다"는 말에 여전히 서로 잊지 못했다는 걸 깨닫는다. 2년 후, 눈이 날리는 국경 근처의 소도시에서 구이샤오와 친구인 차이야야는 차를 도둑맞고, 구이샤오는 어쩔 수 없이 루옌천에게 전화를 거는데...

## 등장 인물
- 담송운 - 구이샤오 역
- 징보란 - 루옌천 역
- 이민성 (李岷城) - 친밍닝 역
- 장보자 - 멍샤오샤 역
- 왕하오 (王皓) - 하이동 역
- 장교이 (张乔耳) - 두안뤄 역
- 양천 (梁天) - 궤이정 역
- 사바오량 - 궤이위안산 역
- 오옥방 (吴玉芳) - 공린 역
- 허용진 (许榕真) - 선진 역
- 이묵지 (Cherry Lee) - 자오민선 역
- 해령 (Karina) - 차이야야 역
- 장은석 (张恩硕) - 친샤오난 역
- 공예 (龚锐) - 린난 역
- 육우붕 (陆宇鹏) - 가오하이 역